# Templo de Kun Iam Tchai e Templo de Seng Wong (Macau)
O Templo de Kun Iam Tchai foi construído em 1867, no início do reinado do Imperador chinês Dao Guang da Dinastia Qing, e foi reconstruído mais do que uma vez. Este templo, tal como o seu nome indica, venera principalmente a Deusa Kun Iam, mas também é dedicado às outras divindades como "Loi Chou" (o Imortal) e a Deusa "Kum Fa" (Deusa das Flores Douradas e Protectora das Crianças). A festa de Kun Iam é celebrada no 19º dia do segundo, sexto, nono e décimo primeiro meses lunares.
O Templo de Seng Wong foi construído em 1908 precisamente no local onde se ocorreu uma rebelião fracassada feita por um grupo de aldeões chineses de Mong-Há para resistir à expansão dos portugueses no Norte da Península de Macau. Além de venerar o Deus Seng Wong, o deus local, este templo é dedicado também ao Deus Hung Seng e a Zhang Zhidong, um famoso ministro chinês da Dinastia Qing. Este ministro desempenhou também os cargos de Governador de Cantão e de Guangxi e crê-se que ele, na altura da rebelião, suportou as acções dos aldeões.
O Templo de Seng Wong está interligado com o Templo de Kun Iam Tchai, encontrando-se mesmo à direita deste último. Ambos localizam-se na Avenida de Coronel Mesquita, na Freguesia de Nossa Senhora de Fátima, perto do Templo de Kun Iam Tong.